# Duo Kie
Duo Kie és un grup de rap madrileny format per Locus (MC), Nerviozzo (MC) i DJ Time (DJ) —aquest últim, ja no pertany a la banda. El 2011 van presentar el programa de televisió "MTV Tuning" de la cadena MTV Latinoamérica.

## Biografia
El primer disc junts es titulà 2000 y pico, publicat sota el nom de "Nerviozzo + Locus Amoenus". Així, el primer LP del grup amb aquest nom és "La famosa 12/13", en el que compten amb col·laboracions com Tone.
El segon LP de Duo Kie va implicar un canvi de companyia discogràfica a EsTaoChungo Records. El nom d'aquest disc va ser Non freno on destaca col·laboracions de grups fora del moviment hip-hop com el grupo espanyol de rock Hamlet. El 2002, en la gira de presentació de Non Freno, es va unir al grup DJ Time, que no és membre oficial del grup fins al llançament del pròxim CD.
El grup va tornar a canviar de discogràfica. En aquest cas la escollidar va ser Avoid, però fins a l'últim moment estava planejat el seu fitxatge per Bombos Records, la companyia dirigida per El Chojin. Un cop a la nova companyia, van publicar un maxi single titulat Hoy no, avançament del seu tercer CD Barroco. Aquest tercer disc està plantejat como una sessió continuada de música, ja que no hi ha pausa entre els temes i estan enllaçats un rere l'altre, com feia Busta Rhymes en els seus primers discos.
Com a avançament del seu nou LP 21 Centímetros, del 2008, Duo Kie editen un maxi single (titulat En el club con 50 céntimos") per lliure descarga a través del seu lloc web. Després d'editar el maxi single, DJ Time abandonà el grup.
El 26 de març de 2008, el grup treu a la venda el seu quart LP, 21 Centímetros, amb forta presència de l'estil hardcore. El 28 d'abril surt el maxi/DVD Orgullo amb 2 temes nous, un videoclip i un vídeo sobre el grup i els seus concerts. El disc Orgullo, conté els següents remixos: "Yeah(Cobra Remix)", "No Nos Cogeréis Vivos(Big Hozone Remix)", "Nosotros Lo Hicimos(Hazhe Remix)" i "Yeah! Zás En Toda La Boca(Griffi Remix)". A part d'aquests quatre remixos, apareixen dos temes nous ("Orgullo" i "¿Quién Va A Pararnos Ahora?") i les seves respectives instrumentals.
El 5 d'abril de 2011 treuen el seu nou disc De Cerebris Mortis, en el que destaca per cançons com "Quién se apunta" que es treu com a single. Aquest disc compta amb les col·laboracions de Hate, Capaz i Kutxi (Marea). A més a més, les produccions no només són de Locus, com passava anteriorment, sinó que també les produeix PokerBeats, Acción Sánchez, Goddamns, JC Moreno i Baghira.

## Discografia
- 2000 y pico (maxi single) (EuroStudio17, 1999) (Como Nerviozzo + Locus Amenus)
- La Famosa 12/13 (LP) (EuroStudio17, 2000)
- Non Freno (LP) (Es Tao ChunGo Records, 2002)
- Hoy No (maxi single) (Avoid, 2004)
- Barroco (LP) (Avoid, 2004)
- En El Club Con 50 Céntimos (maxi single]) (2006)
- 21 Centímetros (LP) (BoaCor, 2008)
- Orgullo (LP) (BoaCor, 2009)
- De Cerebri Mortis (2011)
- Inferno (2013)

## Discografia en solitari

### Locus
- Un día más en la vida d'un don nadie (LP, 1998)

### Nerviozzo
- 3 O'Jazz (maqueta) (1995)
- Otanisessah (maqueta) (1996)
- El Hombre Temah (LP) (EuroStudio17, 1997)

## Col·laboracions
- El Puto Coke "El Debut" (1999)
- Mal camino amb Hamlet al single Limítate d'aquesta banda (2002).
- 995 "Kompetición 3" (2004)
- Alto Pakto "Diamante en bruto" (2004)
- Bombos Records "Kompetición II" (2004)
- El Chojin "GTA Madrid" (2007)
- Hipnotik "Carnaval" (2007)
- Estado Mental "Ahórrate el psicólogo" (2007)
- Trad Montana "Mixtape Madriz Suzio Vol.2" (2008)
- El Chojin "Aún rap por placer", "No nos cogeréis vivos" y "rap es esto" (2008)
- A3Bandas "De puertas para adentro" (Galería de héroes, 2008)
- DeRapAndo "Entre pata y pata" (2008)
- Obús "Cállate" (2009)
- El Meswy "Españoles" (2010)
- Legendario "Si se mueve disparale" (2010)
- Joe Cassano (R.I.P.) y Shinto "Impara Insegna" (2010)
- Syla "Adivina quien viene" (2010)
- El Chojin, Lírico (MC), El Santo (MC), El Langui, Kase.O, Nach, Ose, Hate, Zatu, Gitano Antón, Xhelazz i Titó "Rap Vs Racismo" (2011)